# Robert Salthouse
Robert Salthouse (nascido em 5 de dezembro de 1965) é um marinheiro da Nova Zelândia que navegou em várias Corridas Volvo Ocean e nas Copas da América.
Salthouse ingressou na New Zealand Challenge e navegou na Louis Vuitton Cup de 1987 e na KZ 1 durante a America's Cup de 1988. Ele navegou com a equipe novamente na Copa Louis Vuitton de 1992.
Ele navegou com a Equipe Tyco na Volvo Ocean Race de 2001 a 2002.
Salthouse juntou-se à Team New Zealand para a Taça Louis Vuitton de 2007.
Ele então navegou no Il Mostro da Puma Racing durante a Volvo Ocean Race de 2008 a 2009. Ele então navegou brevemente com Mascalzone Latino nas regatas do Troféu Louis Vuitton, antes de se juntar à campanha da Team New Zealand para a Volvo Ocean Race 2011 a 2012, velejando no Camper Lifelovers.
Ele navegou com a Team Vestas Wind na Volvo Ocean Race 2014 a 2015. O barco naufragou durante a segunda etapa da corrida.
Ele gerenciou o programa de carreiras da Team New Zealand na America's Cup de 2013 e seu programa de ala na America's Cup 2017.